# Russocampus polchaninovae
Russocampus polchaninovae is een spinnensoort in de taxonomische indeling van de hangmatspinnen (Linyphiidae).
Het dier behoort tot het geslacht Russocampus. De wetenschappelijke naam van de soort werd voor het eerst geldig gepubliceerd in 2004 door Andrei V. Tanasevitch.